# Cardamine concatenata
Cardamine concatenata là một loài thực vật có hoa trong họ Cải. Loài này được (Michx.) O.Schwarz mô tả khoa học đầu tiên năm 1939.